# San Antonio Sacatepéquez
San Antonio Sacatepéquez é uma cidade da Guatemala do departamento de San Marcos.